# Chequers
Chequers, o Chequers Court, es una casa de campo situada cerca de Ellesborough, al sureste de Aylesbury en el condado de Buckinghamshire, en Inglaterra, a los pies de las Colinas Chiltern. Es la casa de campo del primer ministro del Reino Unido.

## Origen del nombre
La casa original se ganó probablemente su nombre en la década de 1100 debido a que pudo haber sido construida o habitada por un individuo llamado Elias Ostiarius (o de Scaccario), que estaba adquiriendo tierras por la zona en aquella época. El nombre de “Ostiarius” significaba que era un ujier de la Corte del Tesoro. El escudo de armas de Elias Ostiarius incluye el tablero del Tesoro, por lo que es bastante probable que pusiera el nombre de la posición que ocupaba en la corte y de su escudo de armas a sus propiedades. La casa pasó de generación en generación por la familia De Scaccario hasta que pasó a la familia D’Awtrey, cuyo nombre se anglicanizó a Hawtrey.
Otro de las explicaciones que se da algunas veces sobre el origen del nombre es que la casa lleva ese nombre en honor de los Árboles de Chequers (Sorbus torminalis) que crecen en sus terrenos. Estos árboles producen pequeños frutos llamados Chequers. Hay una pequeña referencia a estos árboles en el libro de David Starkey ‘’Elizabeth: Aprendizaje’’, que describe la vida de joven de Isabel I.

## Historia
Poco se sabe con seguridad de la primera parte de la historia de la mansión conocida hoy en día como Chequers, aunque la Señora Norma Major (esposa del antiguo primer ministro John Major) escribió un libro sobre la historia de Chequers titulado “Chequers: la casa de campo de los Primeros Ministros y su historia”. Se sabe que ha habido una casa en ese mismo lugar desde el siglo XII.
La actual casa del siglo XVI no estuvo bien documentada en sus primeros años; lo único que se sabe es que un tal William Hawtrey restauró y amplió la casa en 1565. Una sala de recepciones lleva su nombre en la actualidad. Fue este mismo William Hawtrey quien, inmediatamente después de la finalización de la casa, tuvo el dudoso honor de tener un prisionero real en Chequers – Lady Mary Grey, hermana menor de Lady Juana Grey y bisnieta del Rey Enrique VII de Inglaterra. Ella se casó sin el consentimiento de su familia y la reina Isabel I de Inglaterra le quitó los privilegios de la corte y la mantuvo confinada para asegurar, según propias palabras de la reina virgen, que “no hubiese pequeños bastardos”. Durante dos años la desafortunada Lady Mary languideció en Chequers, aunque no sin muchas incomodidades. La celda donde durmió entre los años 1565 y 1567 se mantiene tal y como estaba, y parece, incluso según los actuales estándares, bastante cómoda. El verdadero motivo para su aprisionamiento fue probablemente para cortar su independencia, y prevenir un desafío a la corona, como el que causó su hermana mayor.
A través de la descendencia en línea femenina y por matrimonios, la casa pasó por muchas familias: los Wooleys; la familia Croke; la familia Thurbane. En 1715, la entonces propietaria de la casa se casó con John Russell, un nieto de Oliver Cromwell. La casa es famosa por su conexión con los Cromwell, y todavía contiene una gran colección de recuerdos de los Cromwell.
En el siglo XIX, los Russell (ahora la familia Greenhill-Russell) empleó a William Atkinson para realizar modernas alteraciones en estilo gótico. Los paneles estilo tudor de las paredes y las ventanas se quitaron, y se instalaron pináculos. A finales del siglo XIX, la casa pasó a la familia Astley. En vez de usarla como residencia, se la cedieron a la familia Clutterbuck, a quienes les gustaba tanto que se construyeron una réplica en Bedfordshire.
Tras la salida de los Clutterbuck, la casa fue tomada en arrendamiento a la señora y el señor Arthur Lee. Arthur Lee (un político nacido en 1868) y su mujer americana Ruth necesitaban una casa de campo y Chequers cumplía con sus necesidades. Inmediatamente después comenzaron los enormes trabajos de restauración; los adornos góticos se quitaron y la casa de estilo tudor que se ve hoy en día renació de sus cenizas. En 1912 tras la muerte de una de los últimos propietarios ancestrales de la casa (Henry Delavel Astley), Ruth Lee y su hermana adquirieron la propiedad y se la entregaron a Arthur Lee.

### Lugares semejantes en otros países
- Novo-Ogaryovo, casa de campo del presidente de Rusia.
- Zavidovo, casa de campo del presidente de Rusia.
- Camp David, casa de campo del presidente de los Estados Unidos.
- Haspund, casa de campo del primer ministro de Suecia.
- Harrington Lake, casa de campo del primer ministro de Canadá.
- Marienborg, residencia de verano del primer ministro de Dinamarca.
- Kultaranta, residencia de verano del presidente de Finlandia.
- Lohn, casa de campo del Consejo Federal de Suiza a las afueras de Berna.
- Mansion House, residencia de verano del presidente de Filipinas.
- Estancia Presidencial de Anchorena, casa de campo del presidente de Uruguay.